# Premio Tusquets de Novela
Premio Tusquets de Novela – hiszpańska nagroda literacka przyznawana przez Tusquets Editores za powieść w języku hiszpańskim. Istnieje od 2005. Zwycięzca dostaje nagrodę pieniężną, która w 2012 wynosiła 20 000 euro oraz niewielką statuetkę z brązu, zaprojektowaną przez Joaquima Campsa. W 2005 i 2008 nie przyznano żadnej nagrody. Wśród laureatów są takie osoby jak Evelio Rosero, Fernando Aramburu i Alberto Barrera Tyszka.